# Малый Маяк
Ма́лый Мая́к (до 1945 года Бию́к-Ламба́т; укр. Малий Маяк, крымскотат. Büyük Lambat, Буюк Ламбат, ср.-греч. ἡ Λαμπάδος) — село на Южном берегу Крыма, курорт. Входит в Городской округ Алушта Республики Крым (согласно административно-территориальному делению Украины — центр Маломаякского сельского совета Алуштинского горсовета Автономной Республики Крым).

## Население
| 2001 | 2014  |
| ---- | ----- |
| 2203 | ↗2298 |

Всеукраинская перепись 2001 года показала следующее распределение по носителям языка:
| Язык             | Число жит. | Процент |
| ---------------- | ---------- | ------- |
| русский          | 1907       | 86,56   |
| украинский       | 209        | 9,49    |
| крымскотатарский | 70         | 3,18    |
| молдавский       | 2          | 0,09    |
| белорусский      | 1          | 0,05    |
| венгерский       | 1          | 0,05    |

### Динамика численности
| - 1787 год — 200 чел. - 1805 год — 129 чел. - 1864 год — 756 чел. - 1886 год — 642 чел. - 1889 год — 732 чел. - 1892 год — 837 чел. - 1897 год — 742 чел. - 1902 год — 889 чел. | - 1915 год — 1016/185 чел. - 1926 год — 1218 чел. - 1974 год — 803 чел. - 1989 год — 2060 чел. - 2001 год — 2203 чел. - 2009 год — 4846 чел. - 2014 год — 2298 чел. |

## Название
Биюк-Ламбат — историческое название посёлка, означает в переводе с крымскотатарского «большой маяк» (büyük — большой, lambat — маяк).

## География
Малый Маяк расположен на Южном берегу Крыма, в южной части территории горсовета, расстояние до Алушты около 11 километров (по шоссе), ближайшая железнодорожная станция — Симферополь-Пассажирский — примерно в 59 километрах, высота центра села над уровнем моря 290 м. Соседние населённые пункты: Бондаренково и Чайка в полукилометре восточнее, на берегу Чёрного моря, в километре южнее, по трассе — Кипарисное. В окрестностях села бьют родники Ак-Чокрак и Талма. Транспортное сообщение осуществляется по региональной автодороге 35А-002 Симферополь — Ялта (по украинской классификации — М-18).
В 2,5 км к западу от посёлка Малый Маяк находится гора Шарха.

## Современное состояние
На 2018 год в Малом Маяке числится 24 улицы, 1 переулок, сквер, территория «Кипарисненская застава» и промзона; на 2009 год, по данным сельсовета, село занимало площадь 465 гектара на которой, в 1857 дворах, проживало 4846 человек. В поселке имеется Маломаякская общеобразовательная школа, детский сад, дом культуры, библиотека, амбулатория, аптека, отделение почты, церковь иконы Божией Матери «Иверская». Малый Маяк связан троллейбусным сообщением с Алуштой, Ялтой, Симферополем и соседними населёнными пунктами. В селе находятся развалины мечети XIX века «Биюк-Ламбат джамиси» — памятник градостроительства и архитектуры регионального значения.

## История
Русский писатель и путешественник XIX века Евгений Марков в книге «Очерки Крыма» писал:
…два Ламбата, в которых археологи узнают древнегреческую колонию Лампас, единственную исторически известную колонию собственно на Южном берегу. О ней, как говорят исследователи крымских древностей, ещё в 90 г. до Р. Х. упоминает греческий писатель Скимн.
Исследователи также обнаружили у села, на холме Малый Ай-Тодор, развалины двух средневековых церквей: св. Феодора и, более позднюю, Михаила — уже византийского времени, а также остатки феодального замка XIII века — видимо, укрепления относились к обеим современным Ламбатам. По договору Генуи с Элиас-Беем Солхатским 1381 года «гористая южная часть Крыма к северо-востоку от Балаклавы», с её поселениями и народом, который суть христиане, полностью перешла во владение генуэзцев. В книге массарии Каффы имеется запись, что казалия Ламбада (лат. Lambada, Lambanda) через посредство Георгио и Паскуале — жителей этой казалии (лат. Georgius et Pasquale et socio de Lambade) вносит 2 мая 1381 года налог в размере 27 сомов. Протосом (своего рода старостой селения) в Ламбаде в тот год был некий Теодоро (лат. Theodoro). Согласно акту «по делу Херсонского епископа…» 1390 года Лампадо входил в округ Кинсанус Херсонской епархии. Было образовано Капитанство Готия, куда входил и Биюк-Ламбат. После завоевания генуэзских владений османами в 1475 году входил в Мангупский кадылык Кефинского эялета империи. В материалах переписей Кефинского санджака, на 1520 год вместе Ламбад-и-Бюзюрг и Ламбад-и-Кючюк с 75 христианскими семьями из них 2 «овдовевших» (потерявших мужчину-кормильца) и всего 2 мусульманскими административно были приписаны к Инкирману. На 1542 год мусульманских семей — 3, христианских — 67 (из них 7 «овдовевших») и 34 взрослых холостых мужчин; по сведениям за тот год виноградарство давало 24 % налоговых поступлений селения. В XVII веке на южном побережье Крыма начинает распространяться ислам. По налоговым ведомостям 1634 года в селении числилось 25 дворов немусульман, из них недавно прибывшие из Партенита и Алушты — по 2 двора. В Джизйе дефтера Лива-и Кефе (Османских налоговых ведомостях) 1652 года, где перечислены христиане-налогоплательщики Кефинского эялета — в селении Ланбат бала записано всего 7 человек (при этом налог джизйе платили 19 семей). Документальное упоминание селения встречается в «Османском реестре земельных владений Южного Крыма 1680-х годов», согласно которому в 1686 году (1097 год хиджры) Ланбад Кебир входил в Мангупский кадылык эялета Кефе. Всего упомянуты 51 землевладелец (25 иноверцев и 26 мусульман), владевших 2591-м дёнюмом земли.
После обретения ханством независимости по Кючук-Кайнарджийскому мирному договору 1774 года «повелительным актом» Шагин-Гирея 1775 года селение было включено в Крымское ханство в состав Бакчи-сарайского каймаканства Мангупскаго кадылыка, что зафиксировано (как Бьюк Ламбат) и в Камеральном Описании Крыма… 1784 года. В эти годы состоялось выселение в Приазовье крымских христиан — греков и армян. По ведомости о выведенных из Крыма в Приазовье христианах" А. В. Суворова от 18 сентября 1778 года, из Большого Ломбата было выведено 357 греков — 195 мужчин и 162 женщины, а также священников — 7 мужчин и 8 женщин, а в ведомости митрополита Игнатия Буюк Лампад записан, но без указания количества выведенных людей. В конце XVIII века, до выхода христиан, по ведомости генерал-поручика О. А. Игельстрома от 14 декабря 1783 года до вывода христиан было 37 домов, из которых после выезда были «35 проданы ханом и 2 целыя»; есть данные о 47 дворах и церкви Архангела Михаила. Согласно «Ведомости… какие христианские деревни и полных дворов. И как в оных… какие церкви служащие, или разорённые. …какое число священников было…» от 14 декабря 1783 года в селе Лампада числилось 47 дворов, церковь архангела Михаила в коей 2 священника. В ведомости «при бывшем Шагин Герее хане сочиненная на татарском языке о вышедших християн из разных деревень и об оставшихся их имениях в точном ведении его Шагин Герея» и переведённой 1785 году, содержится список 45 жителей-домовладельцев деревни Беюк Ламбат, с подробным перечнем имущества и земельных владений. У 5-х числилось по 2 дома, 8 домов разорены, у многих были кладовые и «магазейны» (от крымскотат. магъаз — подвал), Бията оглу Савва владел 1 частью мельницы, у некоего Ставрона жилья не чилились, «только лняное поле 1 2 демерли засеву 1/2 луга». Из земельных владений у всех перечислены сады, льняные поля, пашни (засевы) и луга (сенокосы). Также содержится приписка, что «В сей деревне Кучук Ламбат деревни имеют нижеписанное
1. Тодур садов 2 лняное поле 1 1/2 четверти засеву луг 1
2. Гираги дом 1 магазеинов 2 кладовая разорена 1 садов 114 луг 1 лняных полей 3 4 демерли засеву пашень 8 2 четверти засеву
3. Сагир Васил садов 2 луг 1
4. Калафат Тодур 1/2 лугу пашня 1 2 1/2 демерли засеву». По другим сведениям было 3 храма: св. Георгия, св. Феодора (его остатки повыше деревни сохранялись в 1870-х годах) и св. Илии у скалы Парагильмен.
После присоединения Крыма к России (8) 19 апреля 1783 года, (8) 19 февраля 1784 года, именным указом Екатерины II сенату, на территории бывшего Крымского Ханства была образована Таврическая область и деревня была приписана к Симферопольскому уезду. Перед Русско-турецкой войной 1787—1791 годов производилось выселение крымских татар из прибрежных селений во внутренние районы полуострова. В конце 1787 года из Биюк-Ламбата были выведены все жители — 200 душ. В конце войны, 14 августа 1791 года всем было разрешено вернуться на место прежнего жительства. После Павловских реформ, с 1796 по 1802 год, входила в Акмечетский уезд Новороссийской губернии. По новому административному делению, после создания 8 (20) октября 1802 года Таврической губернии, Биюк-Ламбат был включён в состав Алуштинской волости Симферопольского уезда.

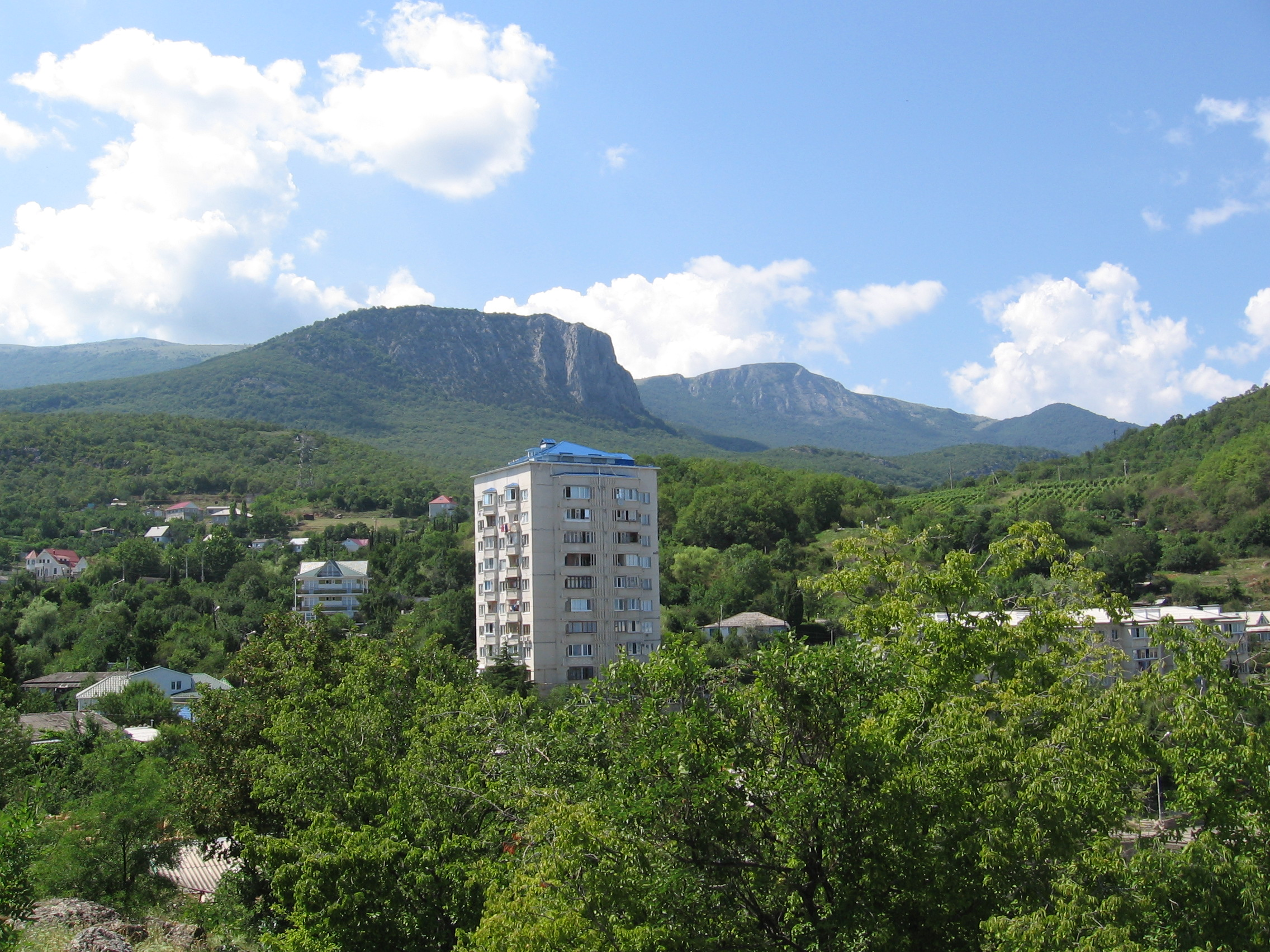

По Ведомости о числе селений, названиях оных, в них дворов… состоящих в Симферопольском уезде от 14 октября 1805 года, в деревне Биюк-Ламбат числилось 39 дворов и 206 жителей, исключительно крымских татар. На военно-топографической карте генерал-майора Мухина 1817 года деревня Биюк ламбат обозначена с 25 дворами. После реформы волостного деления 1829 года Биюк Ламбат, согласно «Ведомости о казённых волостях Таврической губернии 1829 года» остался в составе Алуштинской волости.
Именным указом Николая I от 23 марта(по старому стилю) 1838 года, 15 апреля был образован новый Ялтинский уезд и южнобережную часть Алуштинской волости передали в его состав (Алуштинская волость Ялтинского уезда). На карте 1836 года в деревне 43 двора, как и на карте 1842 года.
В 1860-х годах, после земской реформы Александра II, деревня осталась в составе Алуштинской волости. Согласно «Списку населённых мест Таврической губернии по сведениям 1864 года», составленному по результатам VIII ревизии 1864 года, Биюк-Ламбад — казённая татарская деревня, с 89 дворами, 756 жителями, 2 мечетями и почтовой станцией при речке Карань-Узени. На трёхверстовой карте 1865—1876 года в деревне Биюк-Ламбат обозначено 82 двора. На 1886 год в деревне Биюк-Ламбат при речке Коро-Узень, согласно справочнику «Волости и важнѣйшія селенія Европейской Россіи», проживало 642 человека в 107 домохозяйствах, действовали 2 мечети, школа, почтовая станция, пекарня и лавка. По «Памятной книге Таврической губернии 1889 года», по результатам Х ревизии 1887 года, в деревне Биюк-Ламбат числилось 162 двора и 732 жителя. На верстовой карте 1890 года в деревне обозначено 162 двора. По «…Памятной книжке Таврической губернии на 1892 год» в Биюк-Ламбате, входившем в Биюк-Ламбатское сельское общество, числилось 837 жителей в 111 домохозяйствах. После земской реформы 1890-х годов, которая в Ялтинском уезде прошла после 1892 года деревня осталась в составе преобразованной Алуштинской волости. Перепись 1897 года зафиксировала в деревне 742 жителя, из которых 643 мусульмане (крымские татары) и 99 православных. По «…Памятной книжке Таврической губернии на 1902 год» в деревне Биюк-Ламбат, входившей в Биюк-Ламбатское сельское общество, числилось 889 жителей в 140 домохозяйствах. В 1912 году в деревне было начато строительство нового здания мектеба. На 1914 год в селении действовали почтово-телеграфное отделение, земская школа. По Статистическому справочнику Таврической губернии. Ч.II-я. Статистический очерк, выпуск восьмой Ялтинский уезд, 1915 год, в деревне Биюк-Ламбат Алуштинской волости Ялтинского уезда числился 217 дворов (196 дворов с землёй, 21 — безземельный) с населением без указания национальностей в количестве 1106 человек приписных жителей и 185 — «посторонних», из которых 235 мужчин и 684 женщины. Жители владели 684 десятинами удобной земли. В хозяйствах имелось 47 лошадей, 56 волов, 28 коров и 321 голова овец, свиней, или коз.
После установления в Крыму Советской власти, по постановлению Крымревкома от 8 января 1921 года была упразднена волостная система и село включили в состав нового Алуштинского района. Декретом ВЦИК от 4 сентября 1924 года Алуштинский район был упразднён и Биюк-Ламбат присоединили к Ялтинскому. Согласно Списку населённых пунктов Крымской АССР по Всесоюзной переписи 17 декабря 1926 года, в селе Биюк-Ламбат, центре Биюк-Ламбатского сельсовета Ялтинского района, числилось 284 двора, из них 256 крестьянских, население составляло 1218 человек, из них 1140 татар, 38 русских, 18 греков, 18 украинцев, 1 армянин, 3 записаны в графе «прочие», действовала татарская школа. На 1928 год, согласно Атласу СССР 1928 года, село входило в Карасубазарский район. Постановлением ВЦИК от 30 октября 1930 года был образован Алуштинский татарский национальный район (по другим данным — в 1937 году), село включили в его состав. На 1935 год в Биюк-Ламбате действовал колхоз им. Коминтерна.

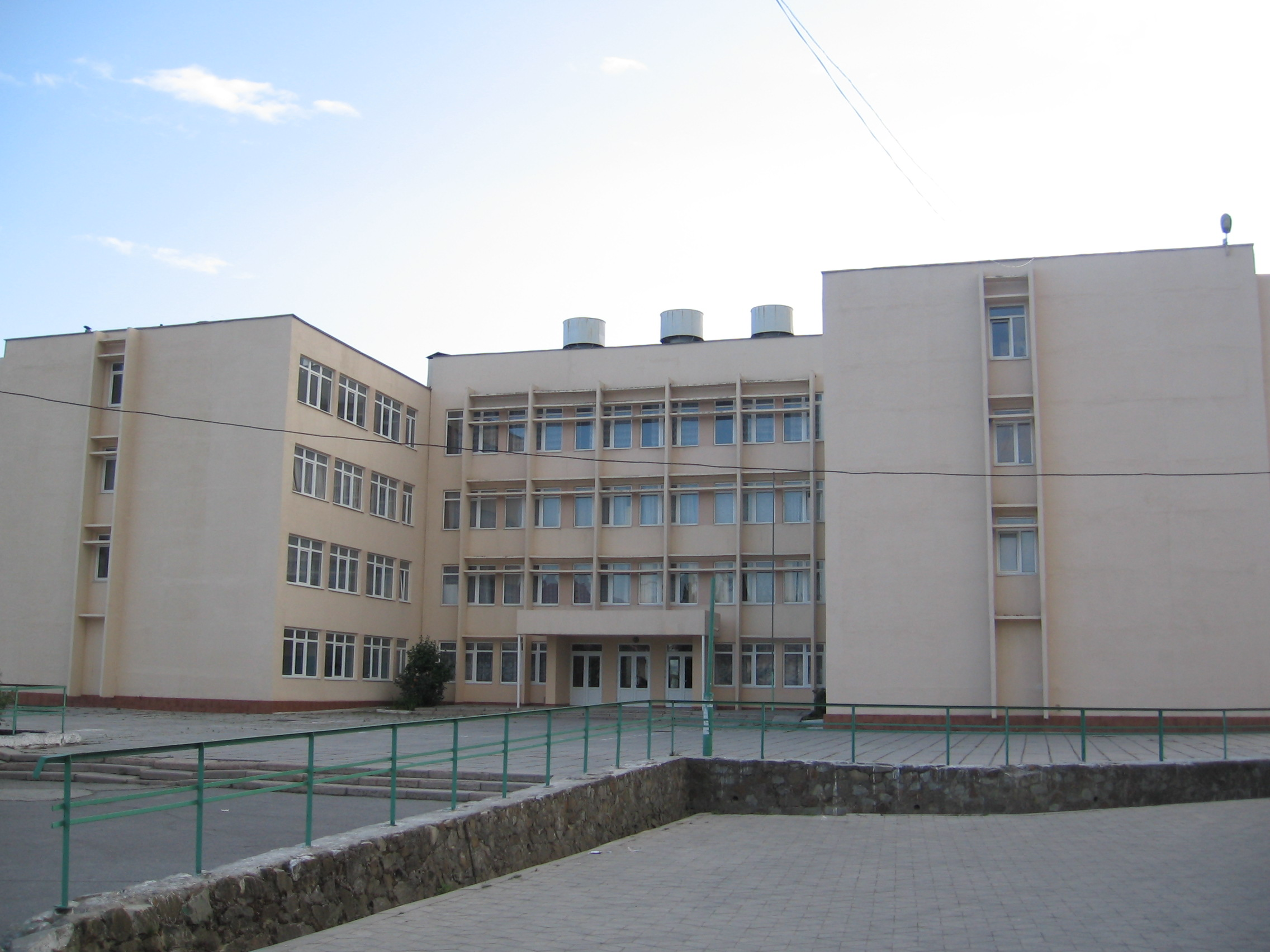
Школа

В 1944 году, после освобождения Крыма от фашистов, согласно постановлению ГКО № 5859 от 11 мая 1944 года, 18 мая крымские татары были депортированы в Среднюю Азию: на 15 мая 1944 года подлежало выселению 341 семья крымских татар, всего 1195 жителей, из них мужчин — 219, женщин 476, детей — 500 человек. 18 мая 1944 года было выселено 315 семьй татар, всего 1115 человек; было принято на учёт 220 домов спецпереселенцев. 12 августа 1944 года было принято постановление № ГОКО-6372с «О переселении колхозников в районы Крыма» и в сентябре 1944 года в район приехали первые новосёлы (2469 семей) из Ставропольского и Краснодарского краёв, а в начале 1950-х годов последовала вторая волна переселенцев из различных областей Украины. Указом Президиума Верховного Совета РСФСР от 21 августа 1945 года Биюк-Ламбат был переименован в Малый Маяк и Биюк-Ламбатский сельсовет — в Маломаякский. С 25 июня 1946 года Малый Маяк в составе Крымской области РСФСР. В 1948 году территория Ялтинского района передан полностью в состав Ялтинского горсовета и Малый Маяк вошёл в состав Большой Ялты. 26 апреля 1954 года Крымская область была передана из состава РСФСР в состав УССР. 1 января 1965 года, указом Президиума ВС УССР «О внесении изменений в административное районирование УССР — по Крымской области», Алуштинский район был преобразован в Алуштинский горсовет и село включили в его состав. С 12 февраля 1991 года село в восстановленной Крымской АССР, 26 февраля 1992 года переименованной в Автономную Республику Крым. С 21 марта 2014 года в составе Крыма аннексирована Россией, с 5 июня 2014 года — в Городском округе Алушта.

## Религия
Церковь Иконы Божией Матери Иверская. Строилась в 2016—2020 годах